# Microcebus danfossi
Il microcebo di Danfoss (Microcebus danfossi Olivieri et al., 2007) è un lemure della famiglia Cheirogaleidae, endemico del Madagascar.

## Descrizione
Misura una trentina di centimetri di lunghezza, almeno metà dei quali spettano alla coda.
Il pelo è grigiastro, con sfumature arancioni attorno agli occhi: la zona ventrale è color beige.
Le zampe ed il muso sono nudi e color grigio con sfumature violacee, mentre le grandi orecchie, anch'esse nude, sono giallastre. Gli occhi sono grandi, ma meno rispetto ai congeneri, e di colore marrone scuro.

## Distribuzione
È presente nel Madagascar occidentale, dove lo si trova unicamente nelle foreste decidue del territorio delimitato dai fiumi Sofia e Maevarano.